# Смирнов, Олег Михайлович
Олег Михайлович Смирнов (10 ноября 1936 года, Москва — 2012) — советский и российский учёный-металлург, специалист в области теоретических основ сверхпластической деформации. Доктор технических наук, профессор кафедры обработки металлов давлением НИТУ «МИСиС». Заслуженный деятель науки Российской Федерации.

## Биография
Олег Михайлович Смирнов родился 10 ноября 1936 г. в г. Москве. Окончил Московский институт стали в 1959 г., в 1959—1961 гг. — инженер-технолог, мастер Московского станкостроительного завода «Красный пролетарий».
В 1961—1978 — аспирант, ассистент, старший научный сотрудник, доцент, заместитель, исполняющий обязанности заведующего кафедрой обработки металлов давлением МИСиС. Позже переходит на работу в Минобр СССР, в 1978—1981 — директор Учебно-методического кабинета по высшему образованию Министерства высшего образования СССР.
В 1982—1993 — профессор, декан технологического факультета, первый проректор МИСиС.  С 1993 по 1996 г. О.М. Смирнов заведовал кафедрой обработки металлов давлением МИСиС. С 1982 года и до момента смерти - научный руководитель проблемной лаборатории деформации сверхпластичных материалов НИТУ "МИСиС".
Умер в 2012 г.

## Научная и педагогическая деятельность
В первые годы своей научной деятельности О.М. Смирнов занимался исследованием феномена сверхпластичности для деформации шарикоподшипниковой стали ШХ-15, при штамповке картера гитары тракторного двигателя и для изготовления деталей оперенья стратегических ракет. Значительный научный вклад О.М.Смирнов внес в разработку теоретических основ сверхпластической деформации. Основной результат его кандидатской и докторской диссертаций – разработка реологической модели сверхпластичных материалов с ультрамелким зерном, позволяющей описывать процесс деформации этих материалов в широком диапазоне скоростей деформации. Особенностью этой модели является тесная связь реологических параметров деформируемого материала с его физическими характеристиками, определяющими механизм деформации. Эта модель получила достаточно широкую известность в России и за рубежом. Указанная модель и ее дальнейшее развитие с учетом эволюции структуры металлических и керамических материалов в процессе сверхпластической деформации широко используется в настоящее время для создания компьютерных программ, используемых при моделировании и разработке новых ресурсосберегающих процессов обработки материалов давлением в состоянии сверхпластичности.
В последнее время разработки О.М. Смирнова в области технологии сверхпластической деформации были связаны с медицинской промышленностью и производством товаров народного потребления. Освоение этих технологий на ряде металлургических предприятий и в различных отраслях машиностроения позволило существенно повысить точность и эксплуатационные характеристики изделий, снизить отходы металла и расход энергии.
Результаты научных исследований и технических разработок О.М. Смирнова отражены в более чем 200 публикациях, в том числе четырех монографиях. Наибольшую известность получила монография «Обработка металлов давлением в состоянии сверхпластичности», опубликованная в 1979 г. В качестве научного руководителя и научного консультанта он подготовил 36 кандидатов технических наук (в том числе семь - для зарубежных стран) и двух докторов технических наук.
О.М. Смирнов был членом советов по защитам диссертаций при НИТУ «МИСиС», МГТУ им. Н.Э. Баумана, ИМЕТ РАН, членом ученого совета и президиума методического совета МИСиС, членом редколлегий журналов: «Кузнечно-штамповочное производство − Обработка металлов давлением», «Экология и промышленность России», экспертом Российского агентства по образованию Министерства образования и науки РФ.